# 夏偕復

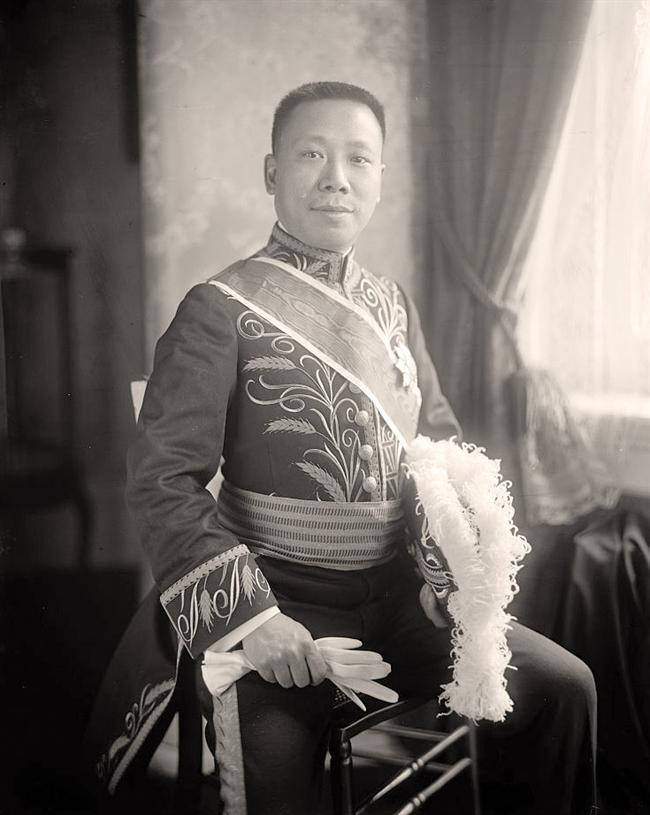

夏偕復（英語：Shah, Kai Fu，1874年—20世纪?），字地山（又作棣三），浙江杭县人。清朝及中华民国外交官，后为实业家。

## 生平

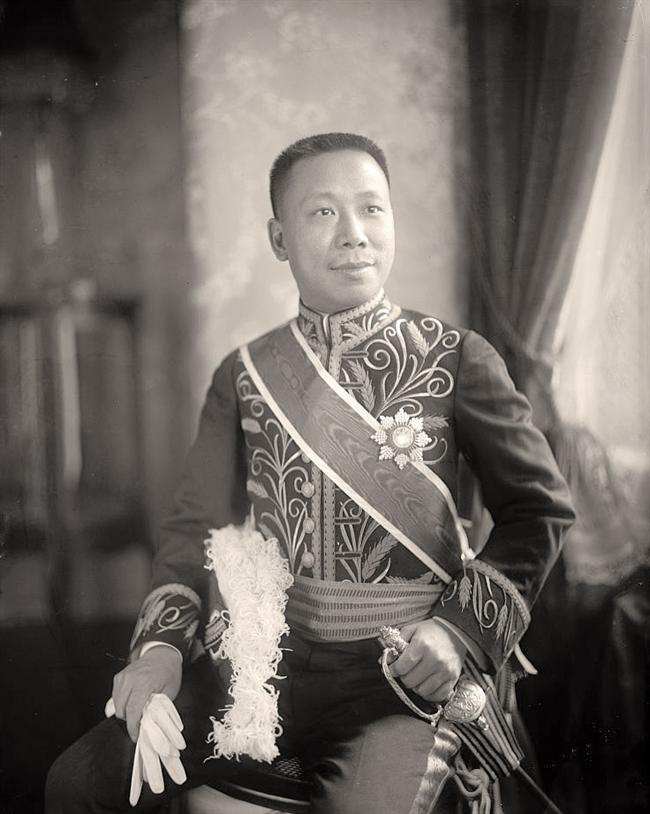

夏偕复在清朝末年历任工部主事，中国留日学生总监督，驻美国纽约总领事，外务部云南交涉使，天津造币总厂总办。
中华民国成立后，1912年12月，他任山海关监督兼外交部驻营口交涉员。1913年12月，他任驻美国兼驻古巴全权公使。1915年10月卸任归国。归国后，他投入商界，历任中国实业银行监察人兼梅林罐头食品公司监察人，汉冶萍煤铁公司董事、总经理。

## 著作
- 《学校刍言》[1]

## 相册

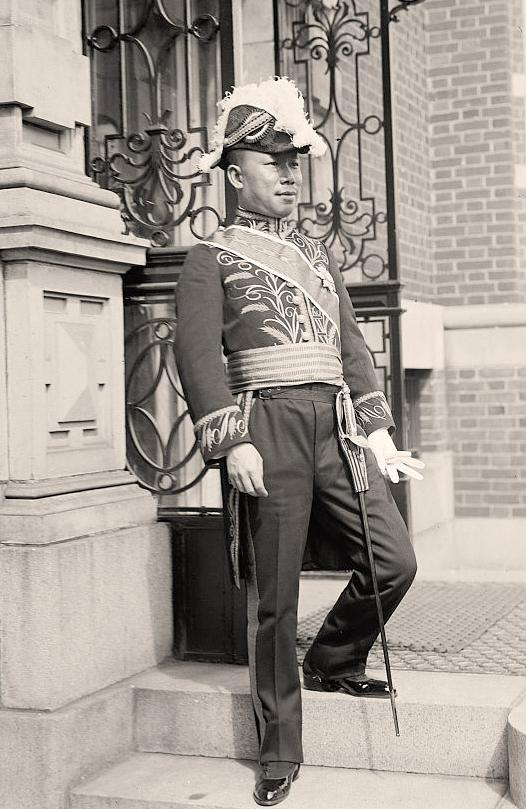
中国特命全权公使夏偕复，1914年4月14日
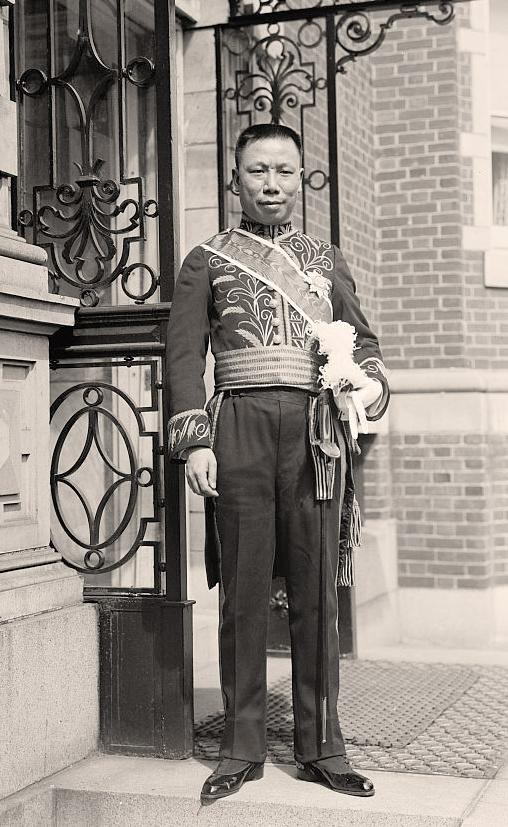
中国特命全权公使夏偕复，1914年4月14日
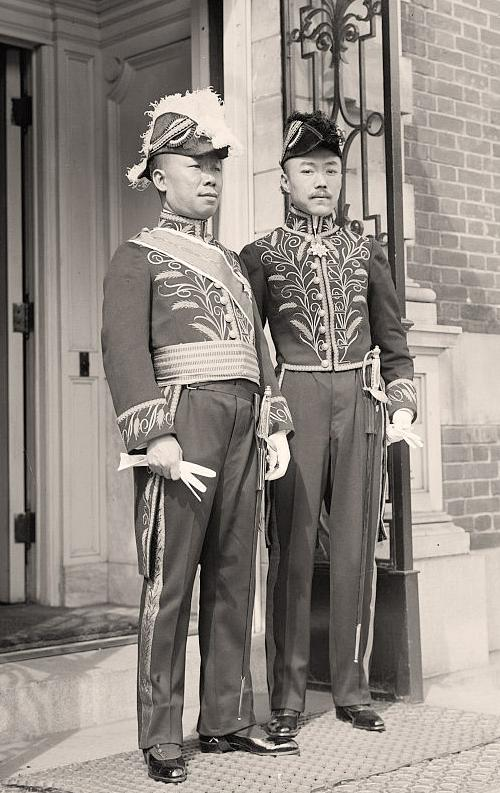
中国特命全权公使夏偕复（左），1914年4月14日，右为一等秘书容揆
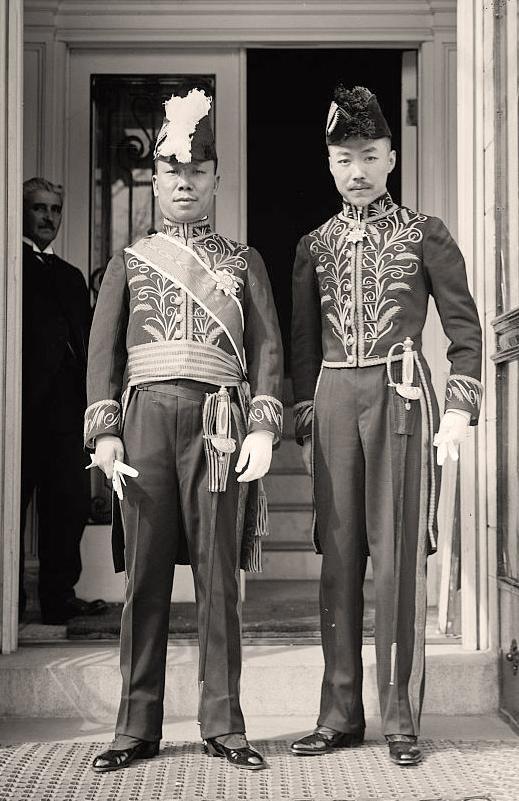
中国特命全权公使夏偕复（左），1914年4月14日，右为一等秘书容揆